# Норруа-ле-Сек
Норруа́-ле-Сек (фр. Norroy-le-Sec) — коммуна во французском департаменте Мёрт и Мозель, региона Лотарингия. Относится к  кантону Конфлан-ан-Жарнизи.	

## География
Норруа-ле-Сек расположен в 32 км к западу от Меца и в 75 км к северо-западу от Нанси. Соседние коммуны: Мери-Менвиль на северо-востоке, Ану на востоке, Флевиль-Ликсьер на юге, Аффлевиль на западе, Жудревиль на западе.

## История
В 1454 году деревня была сожжена сэром де Коммерси. Позже относилась к исторической провинции Барруа.

## Демография
Население коммуны на 2010 год составляло 412 человек.
| 1962 | 1968 | 1975 | 1982 | 1990 | 1999 | 2010 |
| ---- | ---- | ---- | ---- | ---- | ---- | ---- |
| 513  | 464  | 422  | 406  | 394  | 370  | 412  |